# Abdulla Yusuf Helal
Abdulla Yusuf Abdulrahim Mohamed Helal (arabul: عبد الله يوسف هلال; Riffa, 1993. június 12. –) bahreini labdarúgó, a Mladá Boleslav csatára.

## Pályafutása

### Klubcsapatokban
2009 és 2017 között az East Riffa csapatában játszott. 2017-ben az Al-Muharraq csapatához szerződött, amellyel a 2017–18-as szezonban megnyerte a bajnokságot.

#### Bohemians
2018. július 19-én a cseh első osztályban szereplő Bohemians igazolta le. Ezáltal ő lett az első bahreini játékos, akit európai élvonalbeli klub szerződtetett. 2018. július 28-án debütált a klub színeiben, csereként a 65. percben állt be. Egy gólt szerzett és egy gólpasszt adott a Příbram elleni 4–2-es vereség alkalmával.

#### Slavia Praha
2019. január 4-én a Slavia Praha bejelentette szerződtetését, majd kölcsönadta őt a Bohemians csapatához a szezon hátralévő részére. 2019. szeptember 17-én ismét beírta magát a történelemkönyvekbe azzal, hogy a GCC-országok első játékosaként pályára lépett az UEFA Bajnokok Ligájában, az Internazionale elleni mérkőzésen.

#### Slovan Liberec
2020. augusztus 4-én a Slavia két másik játékossal együtt kölcsönadta a Slovan Liberecnek. 2020. október 22-én ő szerezte az egyetlen gólt a Gent ellen 1–0-ra megnyert mérkőzésen az Európa-liga 2020–21-es kiírásában.

#### Persija Jakarta
2022. július 20-án csatlakozott a Persija Jakarta csapatához. 2022. július 31-én debütált a bajnokságban, csereként Hanif Sjahbandi-t váltotta a 64. percben, a Persis ellen 2–1-re megnyert mérkőzésen.

#### Mladá Boleslav
2023. június 28-án egyéves szerződést írt alá a Mladá Boleslav csapatával.

### A válogatottban
2012-ben debütált a bahreini válogatottban, egy Azerbajdzsán elleni barátságos mérkőzésen. Századik válogatottbeli mérkőzésén gólt szerzett Jordánia ellen, amellyel Bahrein az E csoport élén végzett, és továbbjutott az egyenes kieséses szakaszba a 2023-as Ázsia-kupán.

## Statisztika

### Klubcsapatokban
| Klub                     | Szezon           | Bajnokság               | Bajnokság | Bajnokság | Kupa  | Kupa  | Nemzetközi | Nemzetközi | Egyéb | Egyéb | Összes | Összes |
| Klub                     | Szezon           | Liga                    | Mérk.     | Gólok     | Mérk. | Gólok | Mérk.      | Gólok      | Mérk. | Gólok | Mérk.  | Gólok  |
| ------------------------ | ---------------- | ----------------------- | --------- | --------- | ----- | ----- | ---------- | ---------- | ----- | ----- | ------ | ------ |
| Al-Muharraq              | 2017–18          | Bahreini Premier League | 17        | 3         | 0     | 0     | 0          | 0          | 0     | 0     | 17     | 3      |
| Bohemians                | 2018–19          | Fortuna:Liga            | 15        | 5         | 3     | 0     | —          | —          | —     | —     | 18     | 5      |
| Slavia Praha             | 2019–20          | Fortuna:Liga            | 17        | 2         | 2     | 0     | 3          | 0          | 1     | 0     | 23     | 2      |
| Slavia Praha             | 2020–21          | Fortuna:Liga            | 8         | 1         | 1     | 0     | —          | —          | —     | —     | 9      | 1      |
| Slavia Praha             | Összesen         | Összesen                | 25        | 3         | 3     | 0     | 3          | 0          | 1     | 0     | 32     | 3      |
| Bohemians (kölcsön)      | 2018–19          | Fortuna:Liga            | 9         | 0         | 2     | 0     | —          | —          | —     | —     | 11     | 0      |
| Slovan Liberec (kölcsön) | 2020–21          | Fortuna:Liga            | 9         | 1         | 0     | 0     | 8          | 3          | —     | —     | 17     | 4      |
| Slovan Liberec (kölcsön) | 2021–22          | Fortuna:Liga            | 19        | 3         | 0     | 0     | —          | —          | —     | —     | 19     | 3      |
| Slovan Liberec (kölcsön) | Összesen         | Összesen                | 28        | 4         | 2     | 0     | 8          | 3          | 0     | 0     | 36     | 7      |
| Persija Jakarta          | 2022–23          | Liga 1                  | 17        | 9         | 0     | 0     | —          | —          | —     | —     | 17     | 9      |
| Karrier összesen         | Karrier összesen | Karrier összesen        | 111       | 24        | 8     | 0     | 11         | 3          | 1     | 0     | 131    | 27     |

### A válogatottban
| Bahrein  | Bahrein | Bahrein |
| Év       | Mérk.   | Gólok   |
| -------- | ------- | ------- |
| 2012     | 8       | 0       |
| 2013     | 5       | 1       |
| 2014     | 7       | 0       |
| 2015     | 5       | 0       |
| 2016     | 6       | 1       |
| 2017     | 8       | 1       |
| 2018     | 8       | 2       |
| 2019     | 9       | 0       |
| 2021     | 3       | 0       |
| 2022     | 11      | 4       |
| 2023     | 9       | 2       |
| 2024     | 4       | 1       |
| Összesen | 83      | 12      |

#### Góljai a bahreini válogatottban
| #   | Dátum               | Ellenfél      | Eredmény | Kiírás               | Esemény                |
| --- | ------------------- | ------------- | -------- | -------------------- | ---------------------- |
| 1.  | 2013. január 18.    | Kuvait        | 1 – 6    | Öböl-kupa            | 1'                     |
| 2.  | 2016. február 5.    | Libanon       | 2 – 0    | Barátságos mérkőzés  | 45' 70'                |
| 3.  | 2017. szeptember 5. | Tajvan        | 5 – 0    | Ázsia-kupa-selejtező | 74'                    |
| 4.  | 2018. március 27.   | Türkmenisztán | 4 – 0    | Ázsia-kupa-selejtező | 12' 24' 38' 76'        |
| 5.  | 2022. június 11.    | Malajzia      | 2 – 1    | Ázsia-kupa-selejtező | 61' 65' 81' (11-esből) |
| 6.  | 2022. június 14.    | Türkmenisztán | 1 – 0    | Ázsia-kupa-selejtező | 23' (11-esből)         |
| 7.  | 2022. november 11.  | Kanada        | 2 – 2    | Barátságos mérkőzés  | 65' (11-esből) 83'     |
| 8.  | 2022. november 18.  | Szerbia       | 1 – 5    | Barátságos mérkőzés  | 15' (11-esből) 73'     |
| 9.  | 2023. január 10.    | Katar         | 2 – 1    | Öböl-kupa            | 89' (11-esből)         |
| 10. | 2023. szeptember 7. | Kuvait        | 1 – 3    | Barátságos mérkőzés  | 72'                    |
| 11. | 2024. január 25.    | Jordánia      | 1 – 0    | Ázsia-kupa           | 34'                    |

## Sikerei, díjai

### Klubcsapatokban
East Riffa
- Bahreini másodosztály bajnok: 2014
- Bahreini kupagyőztes: 2014
- Bahreini szuperkupa-győztes: 2014

 Al-Muharraq
- Bahreini bajnok: 2017–18

 Slavia Praha
- Cseh bajnok: 2019–20

### A válogatottban
Bahrein
- GCC U-23 Championship: 2013

## Fordítás
- Ez a szócikk részben vagy egészben  az   Abdulla Yusuf Helal című angol Wikipédia-szócikk fordításán alapul.  Az eredeti cikk szerkesztőit annak laptörténete sorolja fel. Ez a jelzés csupán a megfogalmazás eredetét és a szerzői jogokat jelzi, nem szolgál a cikkben szereplő információk forrásmegjelöléseként.